# بندر قدیمی مونترال

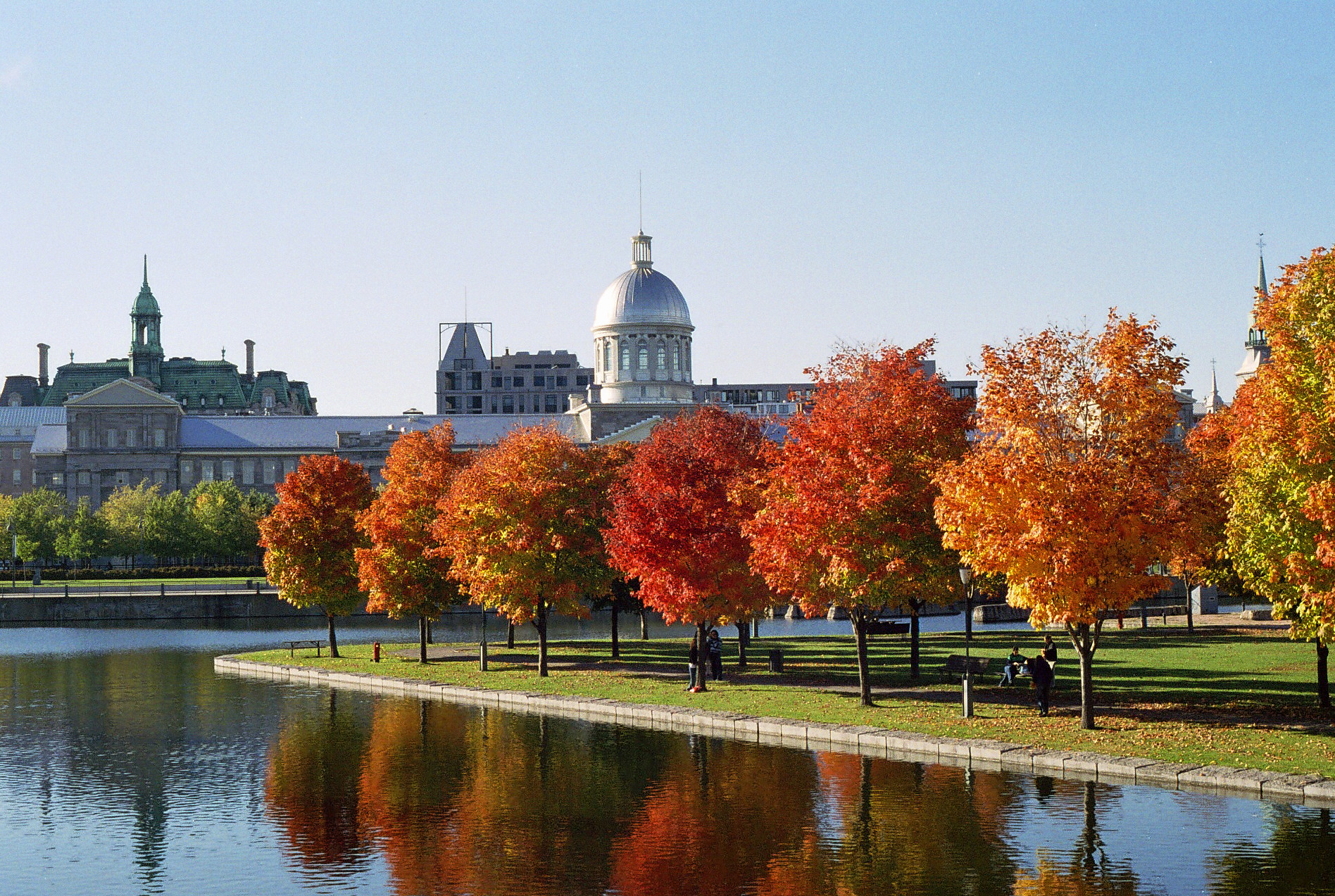
بندر قدیمی در پائیز

بند قدیمی مونترال در حدود ۲ کیلومتر در کنار رودخانه سن لوران در مونترال قدیم کشیده شده‌است. این بندر قدیمی قلب تپنده اقتصادی، اجتماعی و فرهنگی مونترال در زمانیکه اولین تجار فرانسوی خز از آن بعنوان مرکز پستی تجاری در سال ۱۶۱۱ میلادی استفاده می‌کردند بوده‌است.